# Centralplan (Stockholm)
Centralplan est une place du quartier de Norrmalm à Stockholm en Suède,,.

## Situation
Centralplan est située entre Vasagatan et la gare centrale de Stockholm.
Une grande partie de la place centrale sert d'aire de stationnement des taxis de la gare centrale.
Les hôtels Royal Viking et Hôtel Scandic Continental, ainsi que la maison Esselte, se trouvent en face de la place.

## Histoire
Vers 1790, Carl Mikael Bellman vivait dans une petite maison où se trouve aujourd'hui Centralplan.
Son terrain avec un jardin s'étendait jusqu'au Klara sjö.
Dans le cadre de la construction de la gare centrale de Stockholm dans les années 1870, l'ensemble de la zone a été comblé.
En 1936, le lieu a reçu son nom actuel, celui de la gare centrale.
Devant le bâtiment de la gare se dresse une statue représentant le père des chemins de fer suédois, Nils Ericson.
La statue a été créée par John Börjeson en 1893 et a été érigée pour la première fois dans le parc Järnvägsparken voisin.
Elle a été démontée en 1957 avec la construction de grandes voies de circulation et a été placée en 1975 à Klara Mälarstrand.
En 1993, elle a été inaugurée à son emplacement actuel.

## Galerie

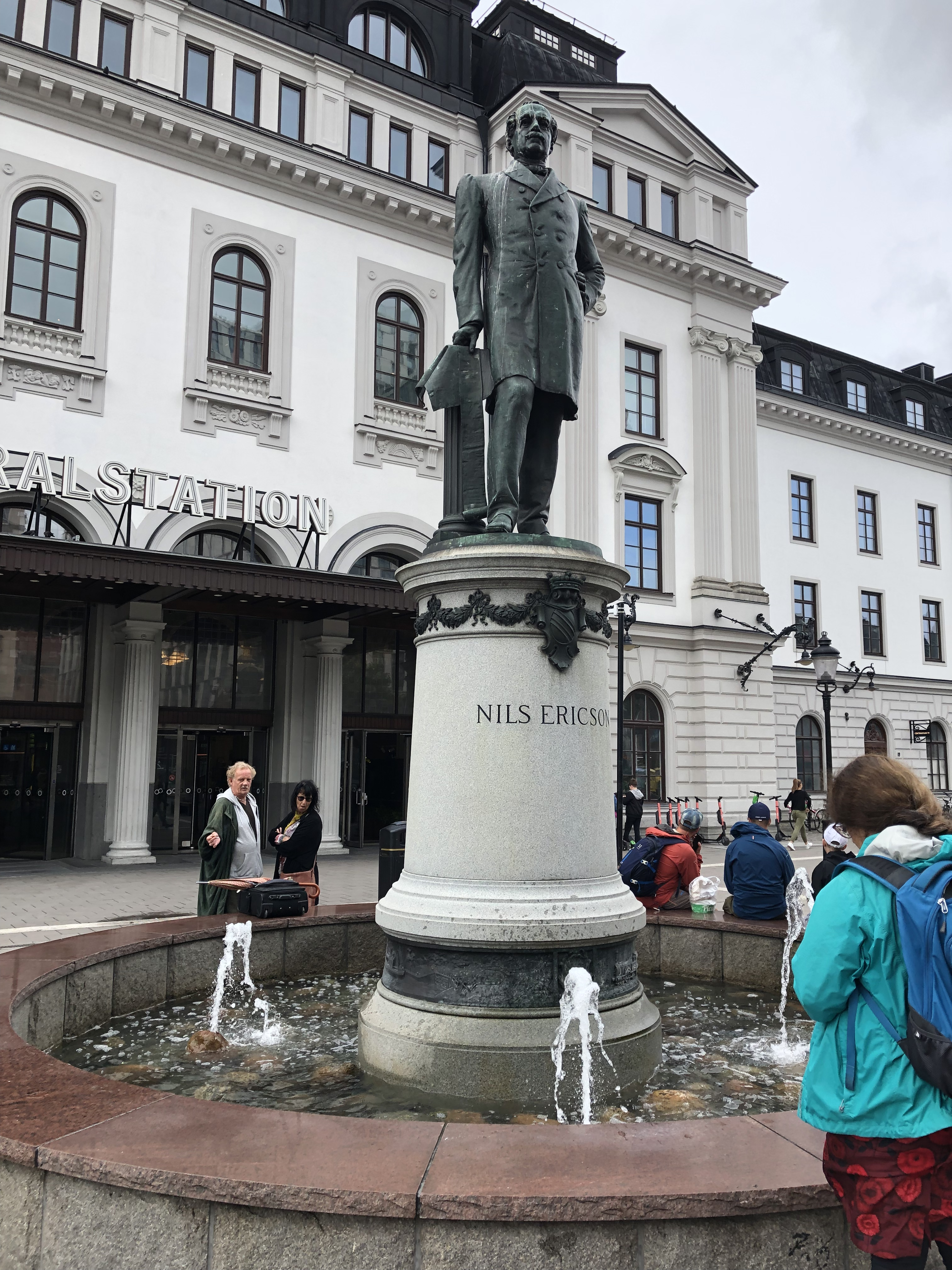
Statue de Nils Ericson.
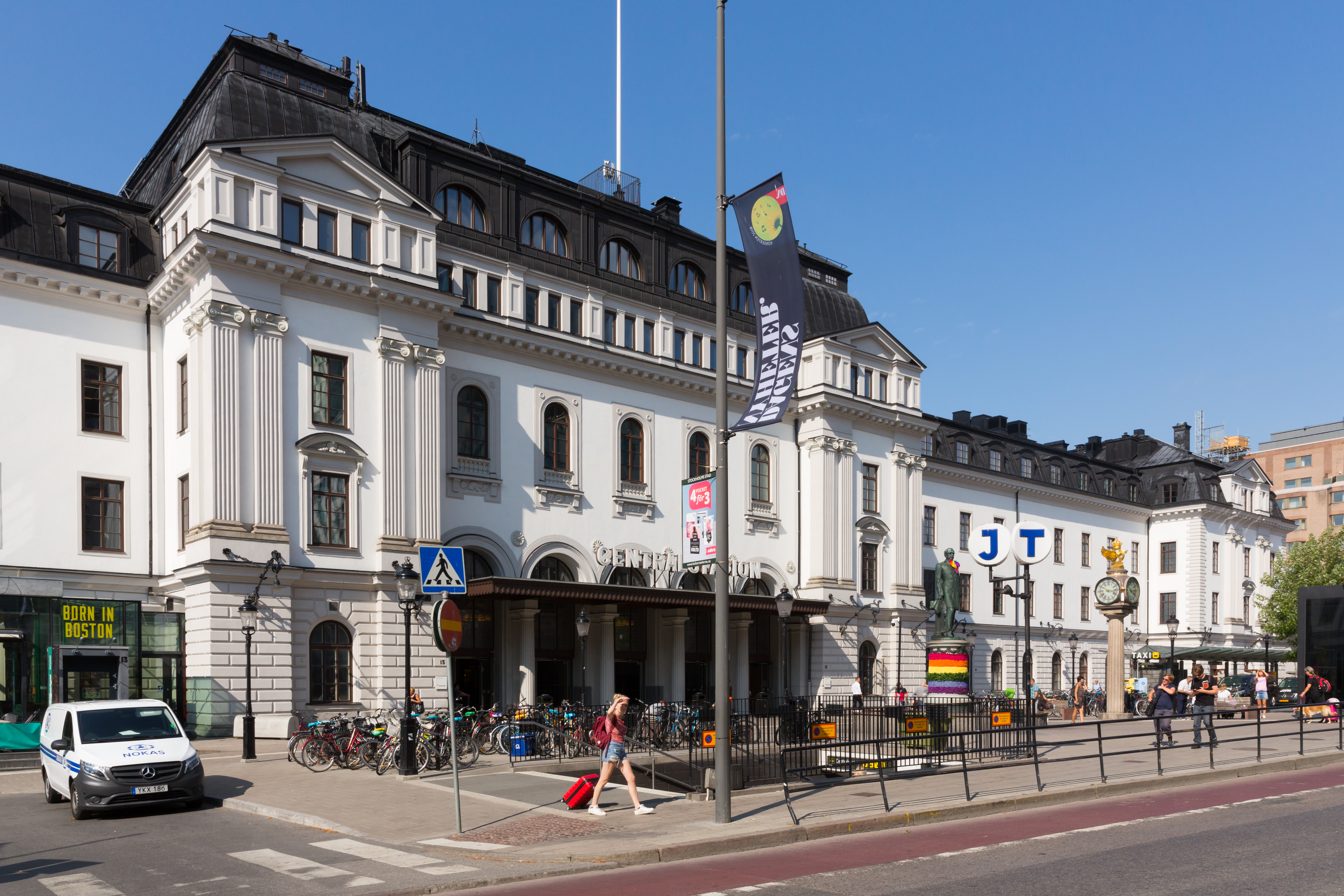
La gare vue de la place centrale.
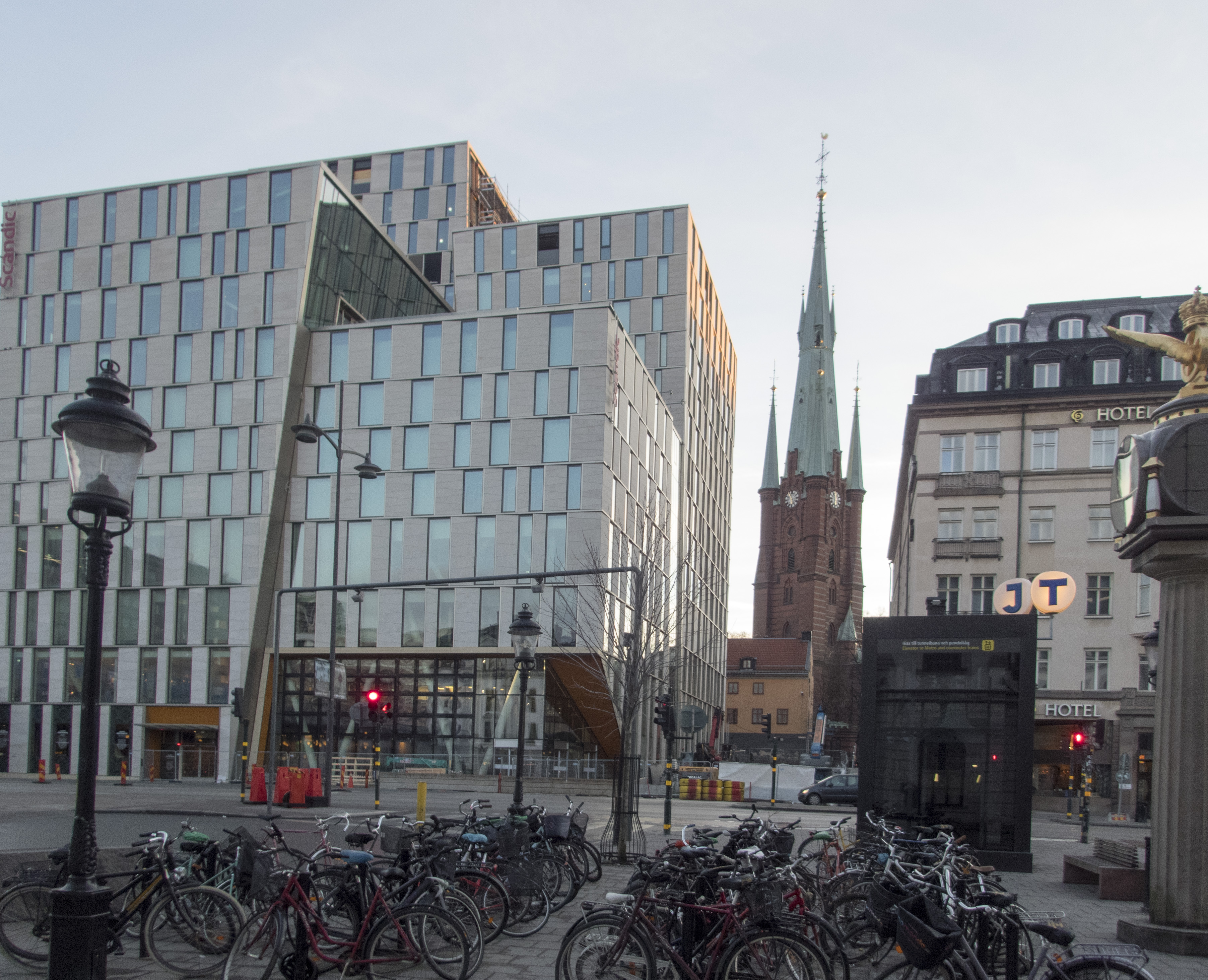
La place centrale.
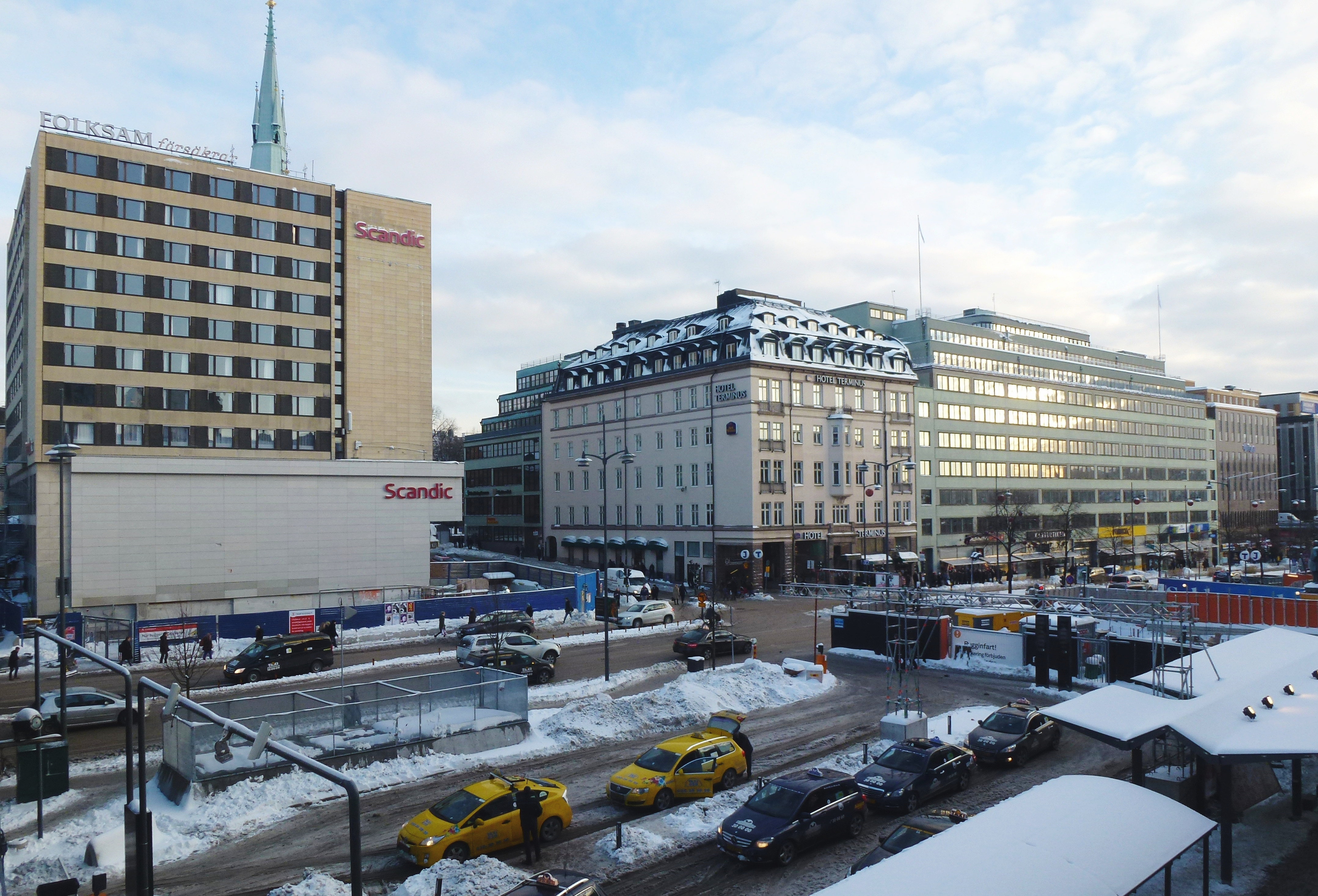
L'hôtel Scandic Continental.